# Cladarodes peloptera
Cladarodes peloptera är en fjärilsart som beskrevs av Edward Meyrick 1910.
Cladarodes peloptera ingår i släktet Cladarodes och familjen rullvingemalar. Inga underarter finns listade i Catalogue of Life.